# Schlacht bei Spotsylvania Court House
Wilderness – Spotsylvania C.H. – Yellow Tavern – Wilsons Wharf – Haws Shop – North Anna – Totopotomoy Creek – Old Church – Cold Harbor – Trevilian Station – Saint Marys Church
Die Schlacht bei Spotsylvania Court House, auch einfach Schlacht von Spotsylvania genannt, wurde im amerikanischen Bürgerkrieg ausgetragen und war die zweite Schlacht in Generalleutnant Ulysses S. Grants Überland-Feldzug 1864. Sie fand in der Nähe der Flüsse Rapidan und Rappahannock im zentralen Virginia statt, einer Gegend, in der zwischen 1862 und 1864 mehr als 100.000 Soldaten beider Seiten ihr Leben verloren.
Die Schlacht und die mit ihr verbundenen Bewegungen dauerten vom 8. Mai bis zum 21. Mai 1864. Die 52.000 Soldaten von General Robert E. Lees konföderierter Nord-Virginia-Armee erwarteten in einer stark ausgebauten, knapp 6,5 Kilometer langen Verteidigungsstellung den Ansturm von Generalmajor George Gordon Meades 100.000 Mann starker Potomac-Armee. Spotsylvania stellte Lees zweiten Versuch innerhalb des Überland-Feldzuges dar, den Vorstoß der Potomac-Armee zur konföderierten Hauptstadt Richmond, Virginia zu vereiteln.

## Stärke und Organisation der Armeen
Zu Beginn des Überland-Feldzuges bestand die Potomac-Armee aus ungefähr 118.000 Soldaten und 316 Artilleriegeschützen. Nach der blutigen Schlacht in der Wilderness standen Generalleutnant Ulysses S. Grant und Generalmajor George G. Meade für die Schlacht bei Spotsylvania Court House noch etwa 78.850 Infanteristen, 11.625 Kavalleristen, 9.900 Artilleristen und 314 Geschütze zur Verfügung.
Die Armee gliederte sich in fünf Korps:
- Das II. Korps unter Generalmajor Winfield Scott Hancock, bestehend aus 81 Infanterieregimentern und zehn Batterien leichter Artillerie.
- Das V. Korps unter Generalmajor Gouverneur Kemble Warren, bestehend aus 67 Infanterieregimentern und neun Batterien leichter Artillerie.
- Das VI. Korps unter Generalmajor John Sedgwick, bestehend aus 50 Infanterieregimentern und acht Batterien leichter Artillerie.
- Das IX. Korps unter Generalmajor Ambrose Everett Burnside, bestehend aus 42 Infanterieregimentern, vier Kavallerieregimentern und 14 Batterien leichter Artillerie (Das IX. Korps war bis zum 24. Mai 1864 formeller Bestandteil der James-Armee und unterstand nicht Meade, sondern direkt Grant.)
- Das Kavalleriekorps unter Generalmajor Philip Henry Sheridan, bestehend aus 32 Kavallerieregimentern.

General Robert E. Lees Nord-Virginia-Armee stellte sich der vorrückenden Potomac-Armee Anfang Mai 1864 mit knapp 63.000 Soldaten und 224 Artilleriegeschützen entgegen. Nach Abzug der in der Wilderness erlittenen Verluste verblieben Lee bei Spotsylvania noch circa 38.250 Infanteristen, 8.300 Kavalleristen, 4.750 Artilleristen und 226 Geschütze.
Die Armee gliederte sich in vier Korps:
- Das I. Korps unter Generalleutnant Richard Heron Anderson, bestehend aus 43 Infanterieregimentern und 14 Batterien leichter Artillerie (davon eine nicht ausgerüstet).
- Das II. Korps unter Generalleutnant Richard Stoddert Ewell, bestehend aus 58 Infanterieregimentern und 18 Batterien leichter Artillerie.
- Das III. Korps unter Generalmajor Jubal Anderson Early, bestehend aus 61 Infanterieregimentern und 20 Batterien leichter Artillerie.
- Das Kavalleriekorps unter Generalmajor James E. B. „Jeb“ Stuart, bestehend aus 25 Kavallerieregimentern und fünf Batterien leichter Artillerie.

## Von der Wilderness nach Spotsylvania

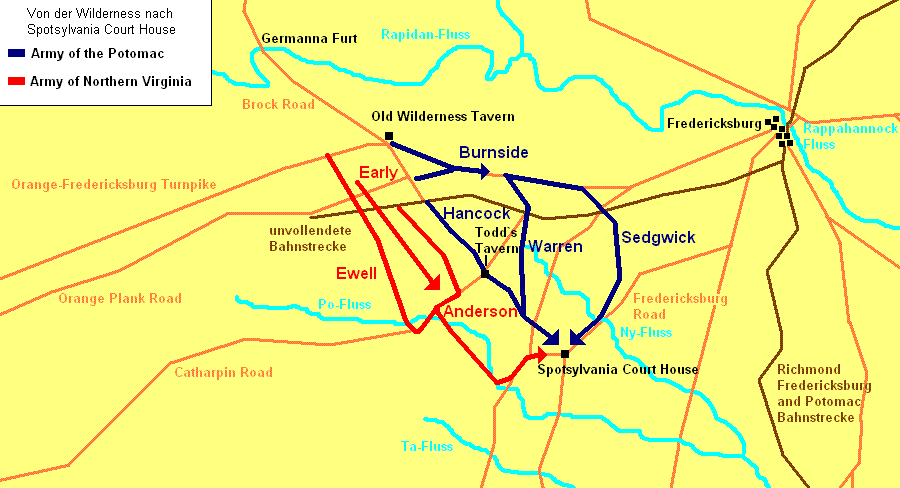
Der Weg der Armeen nach Spotsylvania

Trotz schwerer Verluste in der Wilderness fuhren Generalleutnant Ulysses S. Grant und Generalmajor George G. Meade damit fort, die konföderierte Nord-Virginia-Armee nach Richmond zurückzudrängen.
Am 7. Mai gegen 20:30 Uhr begann die Potomac-Armee ihren Marsch südostwärts in Richtung Spotsylvania Court House. Hinter Generalmajor Winfield Scott Hancocks II. Unionskorps, das vorerst in seinen Befestigungen verblieb, um den Abmarsch der Armee zu decken, marschierte Generalmajor Gouverneur Kemble Warrens V. Korps auf der Brock Road nach Süden. Generalmajor John Sedgwicks VI. Korps marschierte ostwärts und schwenkte dann nach Süden um. Ihm folgte Generalmajor Ambrose Everett Burnside mit seinem IX. Korps. Schließlich folgte Hancock auf dem gleichen Weg, den Warren eingeschlagen hatte.

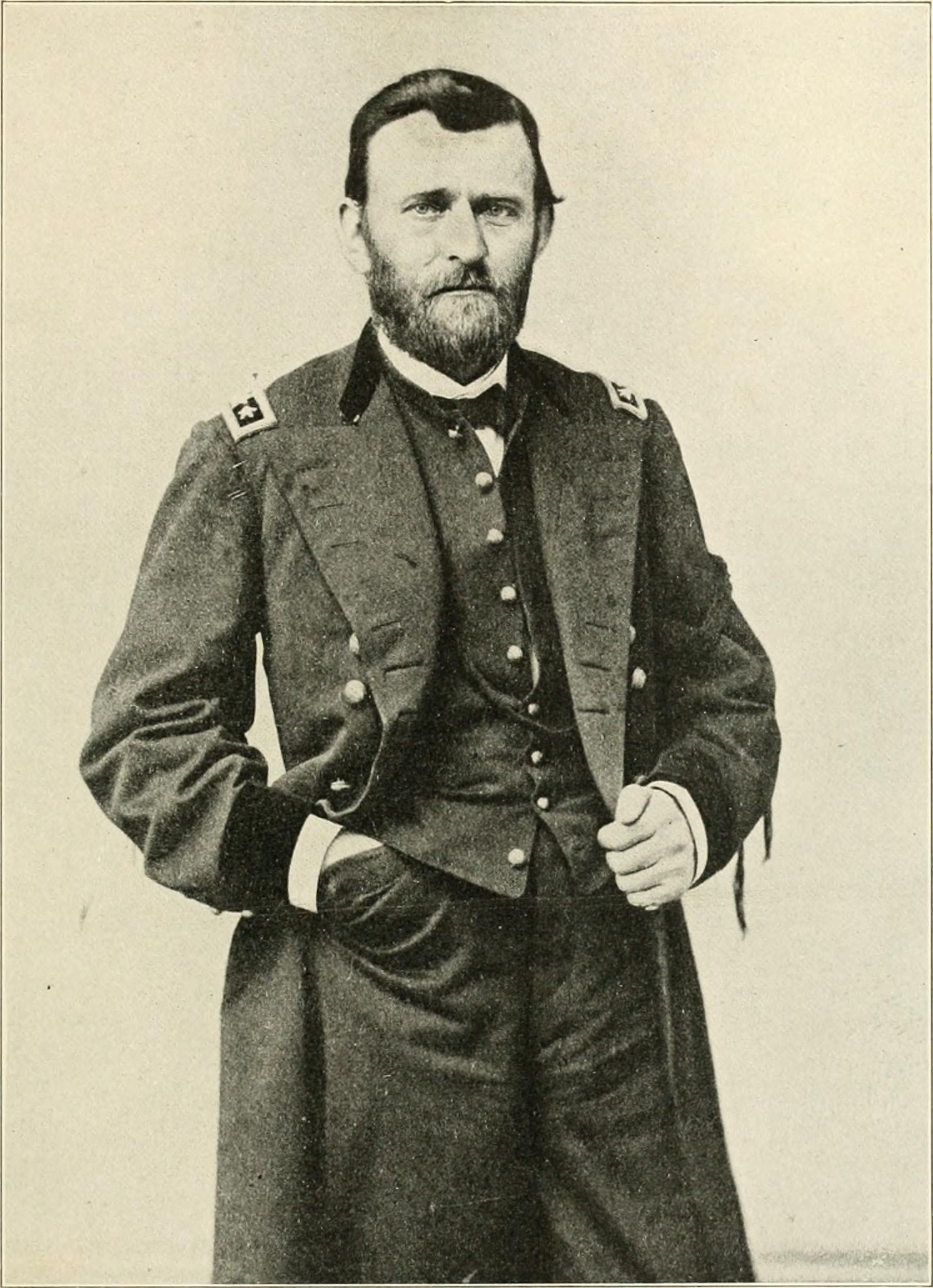
Ulysses S. Grant

General Robert E. Lee, der zwischenzeitlich Kenntnis von Grants Absichten erlangt hatte, ließ das I. Korps unter Generalmajor Richard Heron Anderson (der ursprüngliche Kommandierende General Generalleutnant James Longstreet war in der Wilderness schwer verwundet worden) von seiner Position in der Wilderness abziehen und sandte es in einem eiligen Nachtmarsch südostwärts nach Spotsylvania Court House, wo es gerade rechtzeitig eintraf, um Warrens weiteren Vormarsch zu blockieren: Am 8. Mai gegen 08:00 Uhr trafen zwei von ihrem nächtlichen Marsch erschöpfte Divisionen des V. Korps unerwartet auf Andersons Vorhut und mussten nach einem kurzen Gefecht in großer Verwirrung ausweichen, um sich in sicherer Entfernung neu zu formieren. Somit war der Unionsarmee der direkte Weg nach Spotsylvania Court House versperrt.
Seinen knappen Vorsprung verdankte Anderson konföderierter Kavallerie unter dem Kommando von Generalmajor Fitzhugh Lee (einem Neffen von Robert E. Lee), die bei Todd’s Tavern die Straße blockiert und mehreren Angriffen von Unionskavallerie und -infanterie zähen Widerstand geleistet hatte.
Generalleutnant Richard Stoddert Ewells II. Korps und Generalleutnant Ambrose Powell Hills III. Korps (nun befehligt von Generalmajor Jubal Anderson Early, da Hill durch Krankheit abwesend war) folgten Anderson in kurzem Abstand.
Die Konföderierten verbrachten den Morgen des 9. Mai damit, in Erwartung eines baldigen Angriffes Feldbefestigungen zu errichten.

## Verlauf der Schlacht

### Beziehen der Stellungen

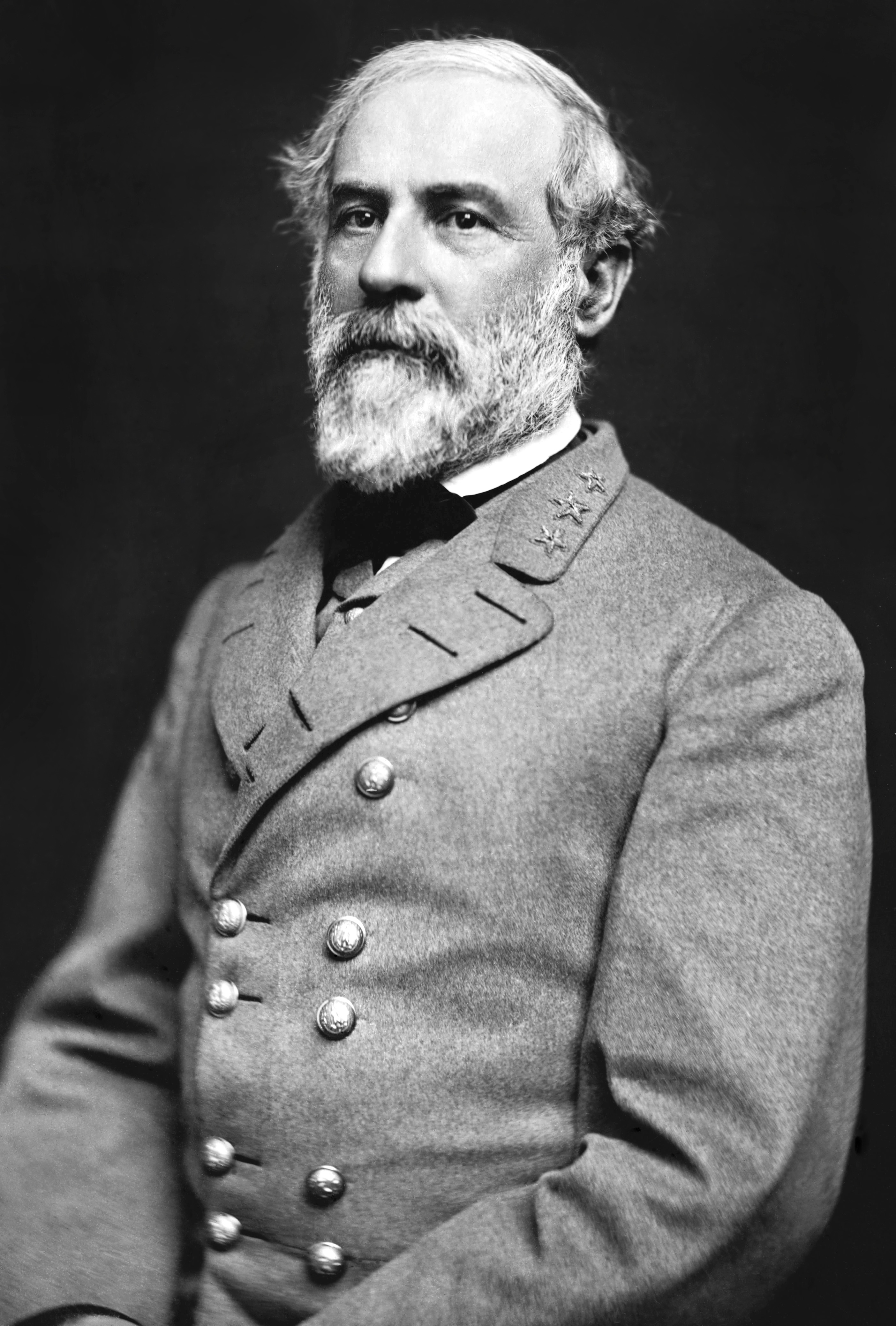
Robert E. Lee

Im Verlaufe des 9. Mai erreichten weitere Truppen beider Seiten die Stellungen. Das IX. Unionskorps unter Burnside marschierte aus nordöstlicher Richtung über die Fredericksburg Road auf die Ortschaft Spotsylvania Court House zu. Um zu verhindern, dass Burnside von dort aus Ewells II. Korps in den Rücken fallen konnte, sandte Lee das eintreffende konföderierte III. Korps über die Shady Grove Church Road zu der Ortschaft und ließ es östlich davon Stellung beziehen. Somit erhielt die konföderierte Front die grobe Form eines umgedrehten „V“, wobei die nach Norden ragende Spitze, genannt Mule Shoe (Eselshuf), den verwundbarsten Punkt darstellte.
Das II. Unionskorps unter dem Kommando von Hancock näherte sich auf der Brock Road und verließ die Straße, um sich zur Rechten des V. Unionskorps zu positionieren.
Ein schwerer Schlag traf die Potomac-Armee, als der bei seinen Männern beliebte Uncle John Sedgwick von einem konföderierten Scharfschützen getötet wurde, während er die Aufstellung einer Artillerieeinheit überwachte. Grant erklärte daraufhin: „Sein Tod wiegt schwerer als der Verlust einer ganzen Division“. An Sedgwicks Stelle übernahm nun Brigadegeneral Horatio G. Wright das Kommando über das VI. Korps (er wurde daraufhin am 12. Mai 1864 zum Generalmajor ernannt).

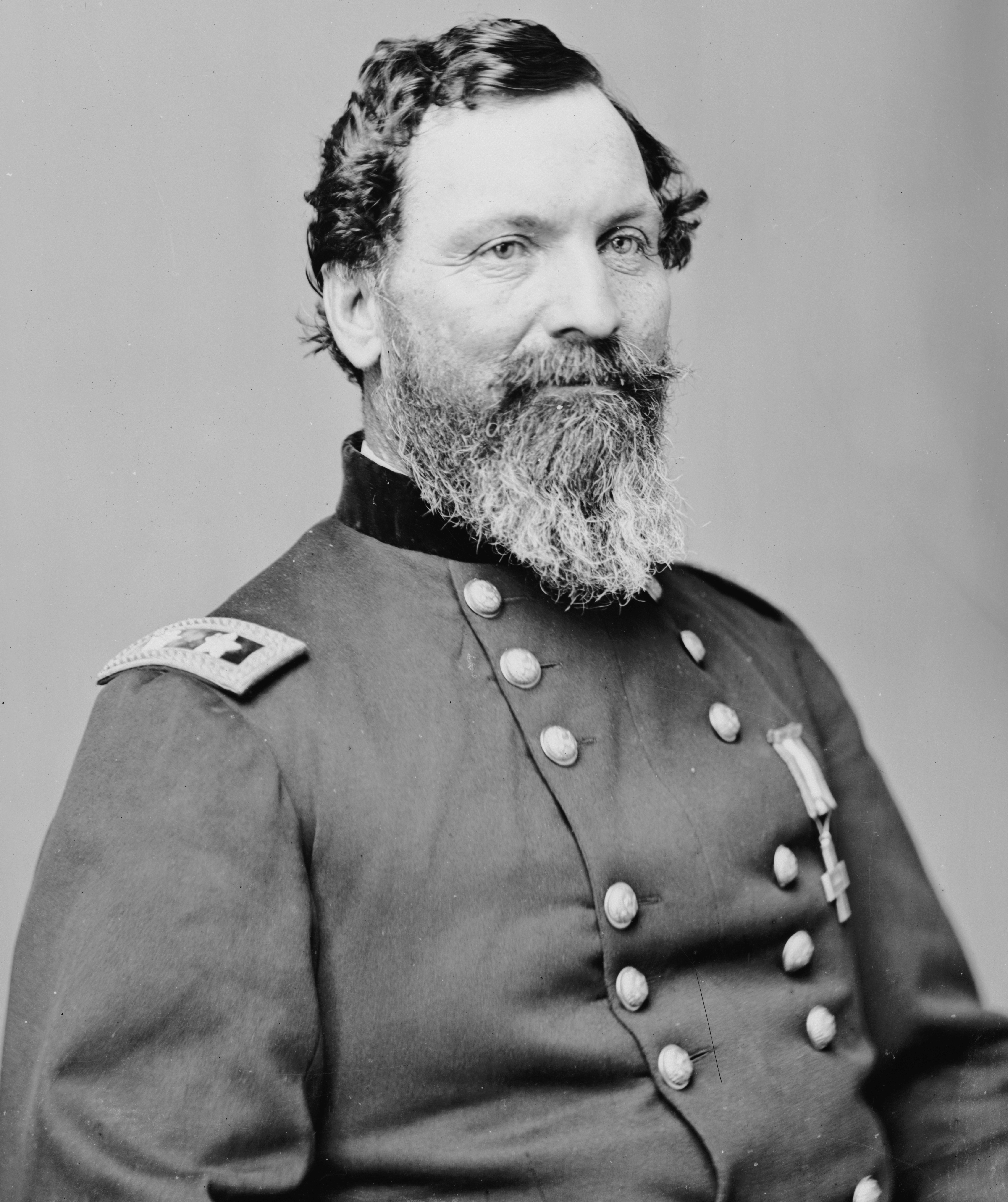
General John Sedgwick

Der Grundstein für ein weiteres bedeutungsschwangeres Ereignis wurde gelegt, als Grant Generalmajor Sheridan und dessen Kavalleriekorps die Erlaubnis erteilte, einen Vorstoß in Richtung Richmond zu unternehmen (bei einem Gefecht mit Sheridans Truppen sollte der hochangesehene konföderierte Kavalleriegeneral James Ewell Brown Stuart zwei Tage später bei Yellow Tavern, unweit von Richmond, zu Tode kommen).
Angesichts der starken Front, die Lees Soldaten in der kurzen Zeit errichtet hatten und stetig weiter befestigten, sah Grant lediglich zwei Möglichkeiten, die Verteidiger zu überwältigen: Das Umfassen einer Flanke oder einen massiven Sturmangriff. Seine Wahl fiel zuerst auf die wahrscheinlich unblutigere der beiden Varianten und am späten Nachmittag des 9. Mai überquerten Truppen des II. Unionskorps den Fluss Po und rückten in östliche Richtung entlang der Shady Grove Church Road vor, um Andersons I. Korps in die Flanke zu fallen. Die einbrechende Dunkelheit stoppte jedoch ihren Vormarsch.
Während der Nacht sandte der Oberbefehlshaber der Nord-Virginia-Armee, General Lee, eine Brigade unter dem Kommando von Brigadegeneral William Mahone aus, um die vorgerückten Unionstruppen zu blockieren, während eine Division unter Generalmajor Henry Heth diese am folgenden Tag angreifen sollte.

### Erste Angriffe auf General Lees Linien

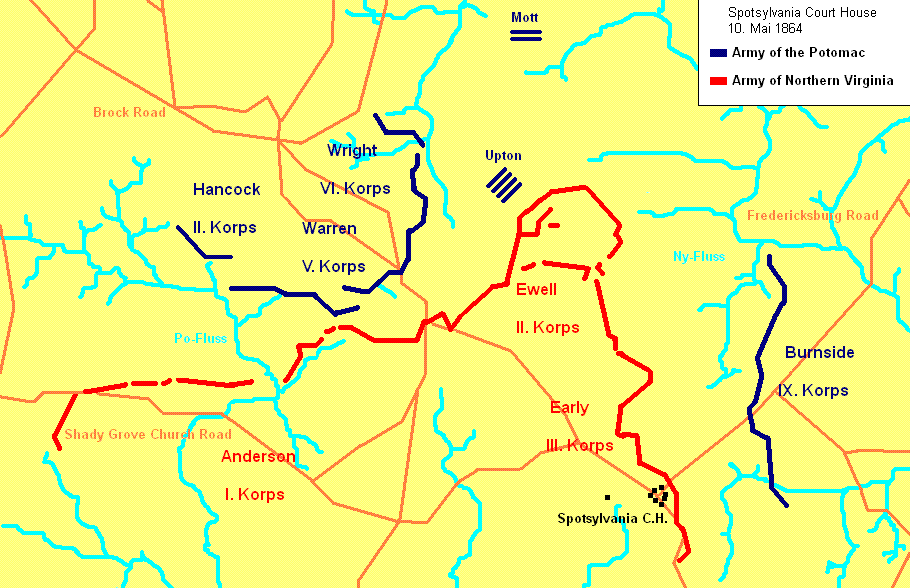
Die Linien der beiden Armeen am 10. Mai

Dieses unerwartete Hindernis in Form gegnerischer Truppen ließ Grant an der Durchführbarkeit eines raschen Einbruchs in Andersons Flanke zweifeln, und so erhielten am Morgen des 10. Mai jene drei Unionsdivisionen des II. Korps, die sich südlich des Po-Flusses befanden, die Order, auf die nördliche Seite des Flusses auszuweichen. Zwei Divisionen konnten ungestört zurückmarschieren, die Dritte allerdings musste den Fluss unter konföderiertem Beschuss überqueren.
Nun sah der Oberbefehlshaber des US-Heeres nur noch eine Möglichkeit zur Überwindung der Nord-Virginia-Armee: Das zwangsläufig blutige Erstürmen der feindlichen Befestigungen.
Sein Plan sah dabei vor, Lees Verteidigung mit koordinierten Angriffen entlang der gesamten Linie zu bezwingen. Auf der Suche nach einem Schwachpunkt, an dem die Attacke begonnen werden sollte, sondierten Spähtrupps aus Generalmajor Wrights VI. Korps das Zentrum der konföderierten Befestigungslinie und kamen zu dem Entschluss, dass der exponierte Mule Shoe die schwächste Stelle in Lees Verteidigung sei. Wright befahl daraufhin dem Brigadekommandeur Oberst Emory Upton, einem West-Point-Absolventen, der bereits des Öfteren seine auf konzentrierter Stärke basierende Taktik propagiert hatte, mit seiner aus zwölf eigens für dieses Unternehmen ausgewählten Regimentern bestehenden Brigade (zusammen etwa 5.000 Soldaten) eine Bresche in die linke Flanke des Mule Shoe zu schlagen. Unmittelbar nach einem erfolgreichen Eindringen in die gegnerischen Gräben sollten Uptons Regimenter von einer Division unter Brigadegeneral Gershom Mott direkt unterstützt werden, während Warrens V. Korps und Burnsides IX. Korps durch Angriffe auf die beiden äußeren Flanken diese nach Möglichkeit ebenfalls durchbrechen, oder zumindest die Konföderierten am Heranführen von Verstärkungen zur Mitte hindern sollten. Jedoch sollten eine schlechte Koordination und die Unfähigkeit, die gut verschanzten Verteidiger effektiv zu bedrängen, um so größere Truppenteile zu binden, jeglichen Erfolg der Flankenangriffe zunichtemachen. So warf Warren bereits um 16:00 Uhr die Divisionen seines V. Korps gegen eine vermeintliche Schwachstelle in Andersons Frontabschnitt. 3.000 Unions-Soldaten brachen im Abwehrfeuer der konföderierten Verteidiger zusammen; die Angreifer wichen geschlagen aus und hatten nicht den geringsten Vorteil errungen.

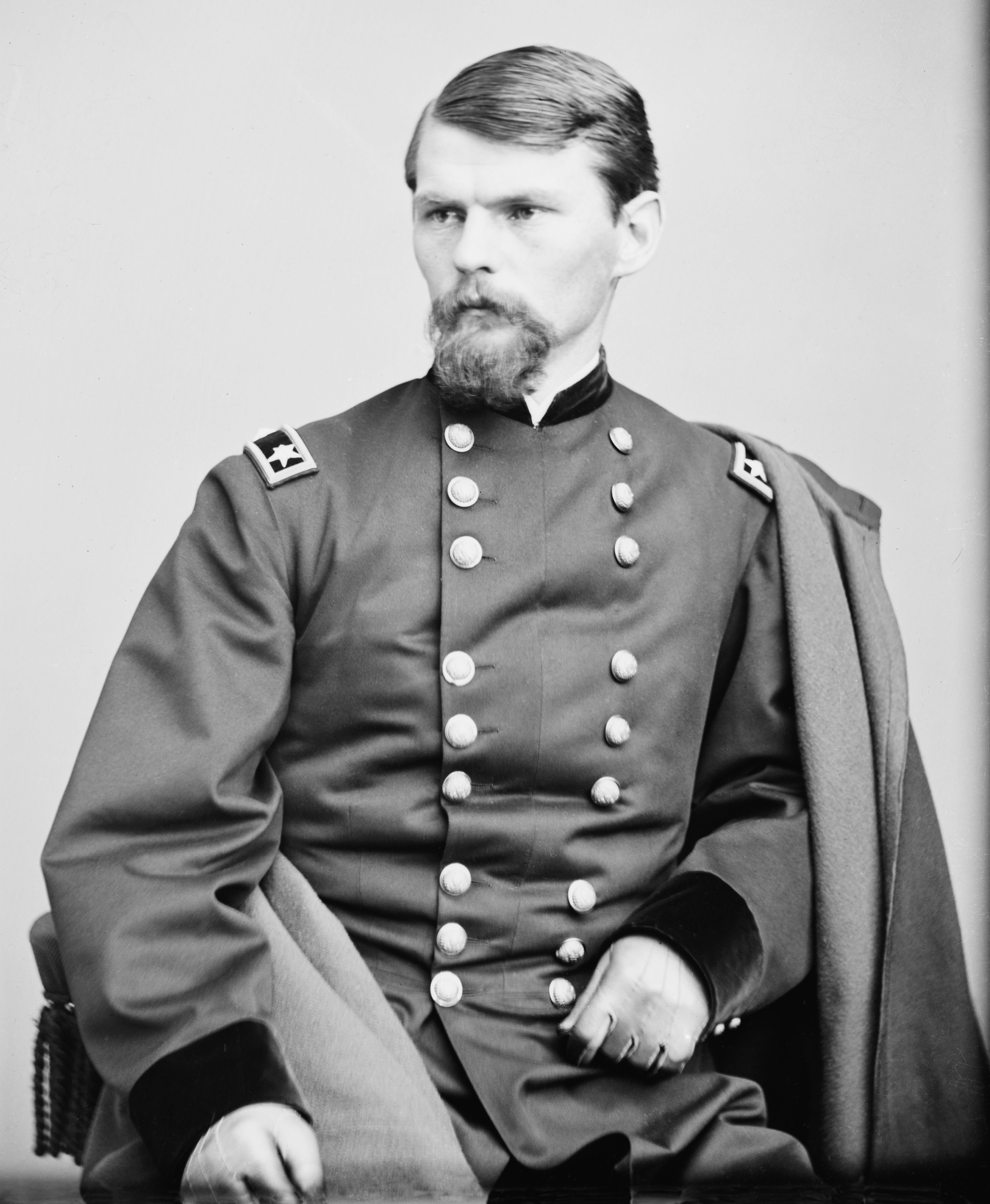
Emory Upton

Gegen 18:00 Uhr führte schließlich Upton seine Männer in südöstliche Richtung auf die linke Flanke des Mule Shoe zu. Die angreifenden Regimenter marschierten in einer dichten, drei Regimenter breiten und vier Regimenter tiefen Formation. Ein Wäldchen verbarg sie vor den Konföderierten und sie näherten sich dem gegnerischen Grabensystem bis auf etwa 180 Meter, bevor Upton den Befehl gab, die Bajonette aufzupflanzen und nach vorne zu stürmen. Um den Schockeffekt der Attacke weiter zu erhöhen, war den Soldaten das Abfeuern der Waffen vor Erreichen der feindlichen Befestigungen untersagt.
Die überraschten Verteidiger wurden von der Wucht des Angriffes nach verbissener Gegenwehr aus der vordersten Grabenreihe getrieben. Vielen gelang das Ausweichen auf die zweite Grabenreihe nicht mehr und sie mussten sich ergeben. Sobald einem Unionsregiment der Einbruch in die Gräben gelungen war, schwärmten die Soldaten nach links und rechts aus, um die Bresche zu erweitern, durch welche dann die folgenden Regimenter weiter vorrückten. Mit dieser Taktik war es Upton und seinen Soldaten gelungen, die vorderen Stellungen und einige dahinter liegende Befestigungen einzunehmen, doch nun verlor der Angriff aufgrund hoher Verluste und dem Zusammenbruch der Kommandostruktur seinen Schwung.
Zur gleichen Zeit erhielten die konföderierten Verteidiger dringend benötigte Verstärkungen und konnten nun ihrerseits zum Angriff übergehen. Sie drängten die Unionssoldaten zurück in die äußeren Gräben des Mule Shoe. Motts Division, die Upton unterstützen sollte, blieb im Abwehrfeuer von 22 Artilleriegeschützen aus Ewells Korps stecken und musste ausweichen, ohne die gegnerischen Linien erreicht zu haben.
Da mit weiterer Unterstützung nicht zu rechnen war, sah Upton sich gezwungen, mit seinen erschöpften Truppen ebenfalls zu den eigenen Linien zurückzugehen.
In letzter Konsequenz war Uptons Angriff ein blutiger Fehlschlag: Upton, der bei dem Angriff verwundet wurde, verlor etwa 20 % der eingesetzten Truppen (das 49. Pennsylvania-Infanterieregiment büßte knapp die Hälfte seiner Angehörigen ein). Die Verteidiger hatten ungefähr die gleiche Anzahl an Verlusten zu beklagen (darunter circa 1.000 Gefangene).
Obgleich der Angriff auf den Mule Shoe abgewehrt worden war, erkannte Grant das Potential, das in der dabei angewandten Taktik steckte. Upton wurde noch auf dem Schlachtfeld zum Brigadegeneral befördert und Grant war entschlossen, das gleiche Angriffsprinzip an der gleichen Stelle mit mehr Soldaten erneut anzuwenden („Heute eine Brigade – morgen werden wir es mit einem Korps versuchen.“).

### Vorbereitung auf den Angriff
Am Morgen des 11. Mai blies ein Wind aus nordöstlicher Richtung, der Regen und Hagel mit sich brachte und dichten Bodennebel über das Schlachtfeld trieb. Die Feuchtigkeit machte bei vielen Soldaten beider Seiten die Munition unbrauchbar (dies sollte sich auf die Art der Kämpfe am folgenden Tag auswirken).
In Vorbereitung des geplanten Großangriffes ließ Grant das II. Korps unter Hancock von seiner Position an der rechten Unionsflanke abziehen, um es an eine neue Position gegenüber dem Mule Shoe zu verlegen.
Bald darauf erreichten Meldungen über eben jene Bewegung General Lee. Er deutete diese als den Beginn des Abziehens der Unionsarmee. Bestärkt wurde er in dieser Ansicht durch separat eintreffende weitere Meldungen über vermeintliche Absetzbewegungen an anderen Teilen der Front (welche tatsächlich lediglich berittene Erkundungsmissionen, sowie Umgruppierungen des Versorgungstrosses darstellten). Lee, der sich bisher der Initiative beraubt gesehen hatte, war bestrebt, Grants Bewegungen einen Schritt voraus zu sein, um so eventuell eine Gelegenheit zum Gegenschlag zu erhalten. Um zu einem sofortigen Abmarsch bereit zu sein, ließ Lee einige seiner Artilleriegeschütze, die an unwegsamen Stellen standen, aus der Front abziehen und auf marschgerechtes Gelände bringen. Unter diesen Geschützen befanden sich auch 22 der 30 Kanonen, die just an der Stelle massiert worden waren, an der Hancocks Angriff den Mule Shoe treffen würde.
Gegen Mitternacht beunruhigte unmissverständlicher Lärm einer großen Truppenansammlung aus Richtung der Unionslinien die Verteidiger des Mule Shoe. Um 02:00 Uhr erging der Befehl, die Geschütze zurückbringen zu lassen, aber sie sollten nicht mehr rechtzeitig eintreffen.

### Gemetzel beim Mule Shoe

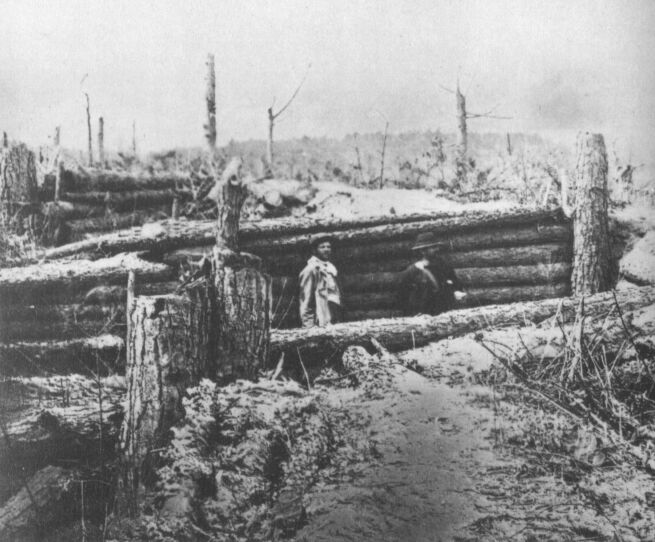
Konföderiertes Grabensystem beim bloody angle

Am Morgen des 12. Mai standen insgesamt 19.000 Unionssoldaten mit aufgepflanzten Bajonetten in 50 Mann tiefen Reihen und warteten auf das Signal zum Angriff. Um 04:30 Uhr traten die 11.000 Soldaten der ersten Reihe schließlich aus den Wäldern heraus und rückten über die nebligen Felder vor (die Sichtweite betrug lediglich knapp 46 Meter), wobei sie die völlig überraschten Wachtposten der Konföderierten gefangen nahmen oder vor sich hertrieben. In weniger als einer Stunde hatten tausende von Hancocks Soldaten den Mule Shoe überrannt. Die schwersten Kämpfe tobten dabei an einer Stelle knapp östlich des Scheitelpunktes, welche daraufhin den Namen Bloody Angle (Blutiger Winkel) erhielt. Dort eroberten die Angreifer mehr als 30 feindliche Flaggen. Die Hauptursachen für den raschen Erfolg des Angriffs lagen im Versagen eines Großteils der Munition sowie im Fehlen der zurückgezogenen konföderierten Geschütze, wodurch es Hancocks Soldaten möglich war, mit relativ geringen Verlusten bis auf Bajonettreichweite vorzurücken. Eben jene Geschütze trafen just in dem Moment ein, als die Verteidiger überwältigt waren und fielen den Unionssoldaten ohne nennenswerte Gegenwehr in die Hände. Von der Wucht des Angriffes überwältigt, gerieten zudem etwa 3.000 Konföderierte, unter ihnen Generalmajor Edward Johnson, in Gefangenschaft.
Als um 05:30 Uhr der konföderierte Brigadegeneral John Brown Gordon drei Brigaden in den Mule Shoe schickte, um das klaffende Loch in Lees Front zu stopfen, hatten die Angreifer bereits etwa 800 Meter an Boden gewonnen. Gordons Verstärkungen gelang es, die Unionssoldaten in die vorderste Grabenreihe innerhalb des Mule Shoe zurückzudrängen, da aufgrund des unerwartet zügigen Erfolges von Hancocks Männern die vorgesehenen Verstärkungen noch nicht bereit waren, in die Kämpfe einzugreifen. Im erbitterten Ringen um die äußere Grabenreihe zerfielen jegliche Ordnung und Kommandostruktur. Gordons Soldaten konnten ihre Gegner stellenweise gänzlich aus den Gräben vertreiben, aber die des II. Unionskorps setzten sich unmittelbar vor den Gräben fest. An manchen Stellen betrug die Entfernung zwischen den feindlichen Linien lediglich 18 Meter. Beide Seiten führten nun eilig weitere Verstärkungen heran, und die Kämpfe um das Grabensystem des Mule Shoe sollten 23 Stunden andauern.
Bis um 12:00 Uhr mittags hatte das gesamte VI. Unionskorps seine neue Position beim Mule Shoe erreicht und ging zum Angriff über. Mit der wachsenden Anzahl an Verstärkungen verschlimmerte sich auch das Gemetzel. Stellenweise lagen die Toten und Verwundeten dermaßen hoch gestapelt in und vor den Gräben, dass die Soldaten das Feuer einstellen mussten, um die Körper wegzuschleifen, bevor sie weiterkämpfen konnten. Zeitweise befanden sich die feindlichen Linien so dicht beieinander, dass die Soldaten ihre Gewehre aus der Hüfte abfeuern mussten, da sie nicht genug Platz zum Anlegen an die Schulter hatten.

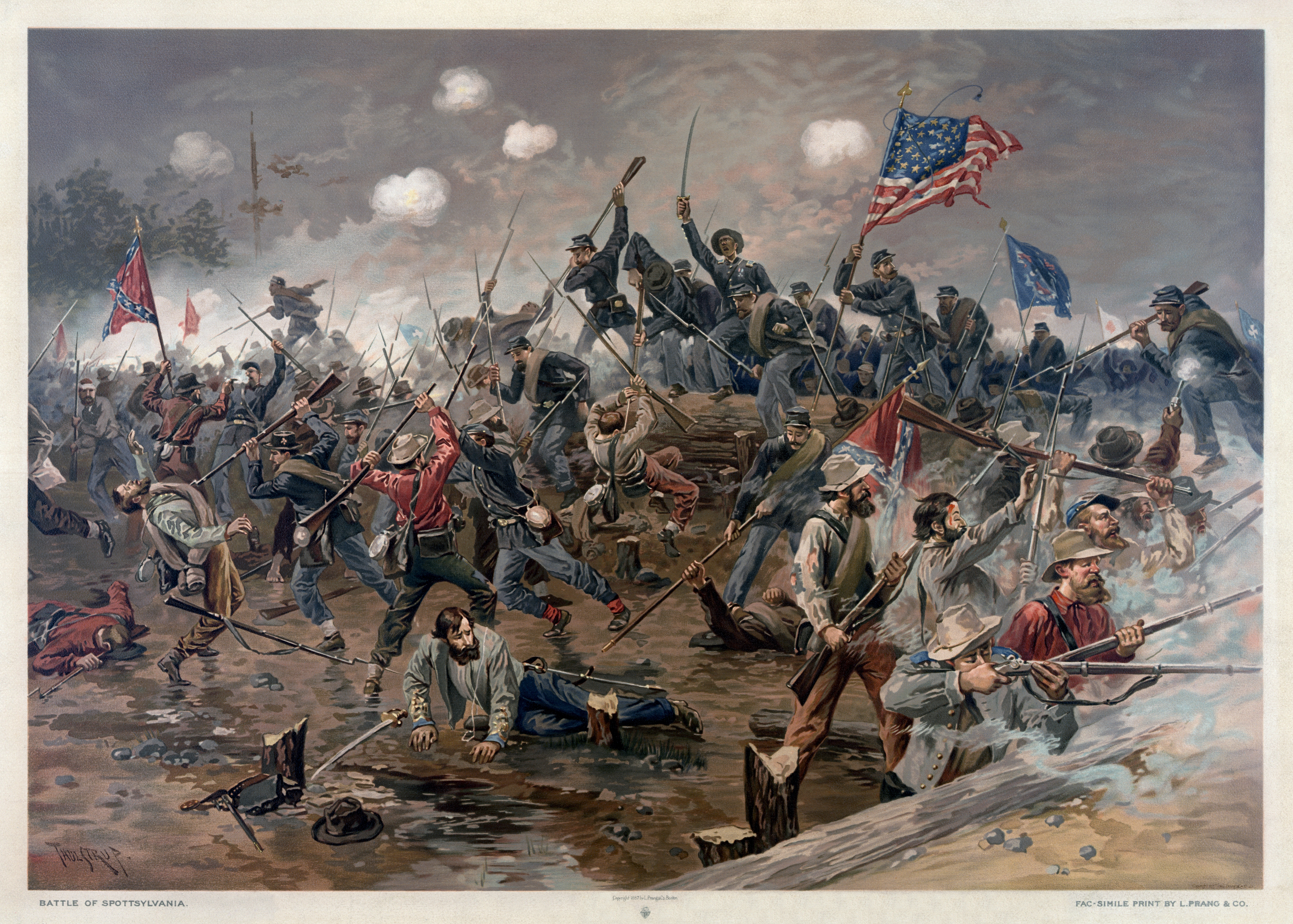
Thure De Thulstrup (1848–1930): Battle of Spottsylvania [sic

Louis Grant, ein Brigadekommandeur der Potomac-Armee (nicht mit Ulysses S. Grant verwandt), erinnerte sich später an den Horror des Mule Shoe: „Viele wurden durch Spalten und Löcher zwischen den Brustwehren erschossen und erstochen. Männer bestiegen die Erdwerke, und mittels in schneller Folge dargereichter Gewehre hielten sie so lange ein stetiges Feuer aufrecht, bis sie niedergeschossen wurden, woraufhin andere ihren Platz einnahmen, um das tödliche Werk fortzuführen.“
Während sich die Soldaten am Mule Shoe gegenseitig zerfleischten, rückte am Nachmittag eine Division des IX. Unionskorps gegen Lees rechte Flanke vor. In einem dichten Waldstück knapp einen Kilometer nördlich von Spotsylvania Court House stieß sie auf zwei konföderierte Brigaden und es entbrannte ein chaotischer Kampf, in dem beide Seiten Mühe hatten, zu ihren jeweiligen Linien zurückzufinden.
Während vor ihnen die blutigen Kämpfe tobten, hoben einige Soldaten aus Ewells Korps weiter hinten hastig neue Gräben aus, die die beiden Endpunkte des Mule Shoe miteinander verbinden und die verletzliche Ausbuchtung in Lees Front somit überflüssig machen sollten. Erschwert wurde ihre Arbeit, ebenso wie die Kämpfe, dadurch, dass am Nachmittag ein heftiger Regenschauer einsetzte.
In verzweifelter Entschlossenheit, das sich stetig länger hinziehende Blutbad zu beenden, stürmten immer wieder kleinere Gruppen von einigen hundert Unionssoldaten auf die konföderierten Stellungen zu, wurden jedoch stets unter schweren Verlusten abgewehrt. Auch der Einbruch der Dunkelheit setzte den Kampfhandlungen kein Ende. Gegen Mitternacht stürzte nahe dem Zentrum des Bloody Angle eine 56 Zentimeter dicke Eiche krachend zu Boden; ihr Stamm war von umherfliegenden Gewehrkugeln durchtrennt worden (der zerfetzte Baumstumpf ist in der Smithsonian Institution in Washington, D.C. ausgestellt)
Gegen 04:00 Uhr morgens am 13. Mai waren die Arbeiten an den Auffangstellungen schließlich vollendet, und die konföderierten Verteidiger konnten nach 23 Stunden ununterbrochener Kämpfe geordnet aus dem Mule Shoe ausweichen.
Lees Linie hatte gewankt, aber sie war nicht gebrochen.
Die Potomac-Armee verlor vor dem Mule Shoe 10.800 Männer, aber ihr gelang kein entscheidender Durchbruch. Lee hatte 10.200 Verluste zu beklagen.

### Abebben der Kampfhandlungen
In der folgenden Woche strebte die Schlacht bei Spotsylvania Court House nach und nach ihrem Ende entgegen.
In der Nacht vom 13. auf den 14. Mai wurden das V. sowie das VI. Unionskorps an die Fredericksburg Road verlegt und gingen dort zur Linken des IX. Korps in Stellung. Dieser allgemeinen Verschiebung der Front schloss sich am 15. Mai das II. Unionskorps an, sodass sich die Front der Potomac-Armee nun an Lees rechter Flanke ausrichtete und einen allgemeinen Nord-Süd-Verlauf aufwies.
Zwei Tage später, am 17. Mai, kehrten zwei Unionskorps zum inzwischen begradigten Abschnitt der ehemaligen Mule Shoe Stellung zurück und wurden in der Hoffnung auf einen erfolgreichen Überraschungsangriff erneut gegen die Gräben der Konföderierten geworfen. Der Angriff wurde abgewehrt.
Am 19. Mai unternahm Ewells II. konföderiertes Korps einen Gewaltmarsch in Richtung Fredericksburg Road, um die rechte Flanke der Unionslinie zu lokalisieren und nach Möglichkeit zu umgehen. Hierbei trafen die Konföderierten unerwartet auf frisch an die Front gekommene Unionstruppen (Regimenter der schweren Artillerie, die aus den Befestigungen vor Washington, D.C. abgezogen worden waren und nun als Infanterie dienten). Zwischen beiden Seiten entbrannte in der Nähe eines Farmhauses, das einem gewissen Harris gehörte, ein heftiges Gefecht, das den Vormarsch der Konföderierten zum Stehen brachte. Dabei verlor Ewells Korps etwa 900 Soldaten, während bei den unerfahrenen Unionstruppen rund 1.500 Soldaten fielen. Das Gefecht auf Harris’ Farm war das letzte größere Gefecht in der Schlacht bei Spotsylvania Court House.
Am folgenden Tage, dem 20. Mai, schickte Grant das II. Unionskorps unter Hancock nach Milford Station (knapp 13 Kilometer südöstlich von Spotsylvania Court House), um von dort aus gegen die rechte Flanke der Nord-Virginia-Armee vorzugehen. Zugleich ließ er mehr als 100 seiner Artilleriegeschütze zurück nach Washington bringen, da der bisherige Verlauf des Feldzuges mit eiligen Märschen auf schmalen Straßen ihn zu der Überzeugung gebracht hatte, dass seine Artillerie in ihrer jetzigen Anzahl eher ein Hindernis als eine Hilfe darstellte. Lee erfuhr von dem Plan und gab daraufhin seine bedrohte Stellung auf, da ein feindlicher Angriff aus südlicher Richtung ihm weitere Manöver zum Schutze der Hauptstadt Richmond sehr erschweren würde. Nun wandte sich Lee rasch nach Süden, um Grants weiterem Vormarsch auf Richmond an anderer Stelle erneut mit einer stark befestigten Verteidigungsstellung begegnen zu können.
Die beiden Armeen trafen nur zwei Tage später am Ufer des North Anna River erneut aufeinander.

## Fazit
Die Potomac-Armee verlor bei Spotsylvania Court House knapp 18.000 Soldaten (davon 60 % bei den Kämpfen um den Mule Shoe).
Die Nord-Virginia-Armee verlor etwa 12.000 Soldaten (davon 85 % im Mule Shoe), aber im Gegensatz zur Potomac-Armee konnte Lee seine Verluste nicht mehr so einfach durch neue Rekruten ausgleichen. Nicht weniger schwer wog der Verlust einiger fähiger Generale. Alleine am 12. Mai verlor Lee durch Tod, Verwundung und Gefangennahme einen Generalmajor und sieben Brigadegenerale.
Da Lees Hauptziel während des Feldzuges darin bestand, die Unionstruppen von Zentral-Virginia und der Hauptstadt Richmond fernzuhalten, indem er entlang des Rapidan eine stabile Verteidigungslinie etablierte, war Spotsylvania eine strategische Niederlage für den Süden. Sowohl in der Wilderness als auch bei Spotsylvania war Lee nicht in der Lage, den feindlichen Vormarsch in Richtung Süden zu stoppen; er konnte ihn lediglich hinauszögern. Allerdings wurde die Potomac-Armee bei Spotsylvania zwei Wochen lang gebunden und daran gehindert, Verstärkungen ins Shenandoah-Tal und andere Kriegsschauplätze zu entsenden.
Grant konnte den ungeheuren Blutzoll der großen, in kurzer Folge stattfindenden Schlachten vergleichsweise problemlos verkraften. Obgleich er in seinem Überland-Feldzug bisher noch keinen taktischen Sieg errungen hatte, konnte er auch nach der Schlacht bei Spotsylvania weiter in Richtung Richmond vorrücken, in dem Wissen, dass mit jeder blutigen Schlacht Lees Möglichkeiten zu einer effektiven Gegenwehr geringer würden.
Die Schlacht selbst hatte nur eine geringe strategische Bedeutung und das ungeheure Gemetzel, das in früheren Jahren noch zu einem Aufschrei des Entsetzens geführt hätte, reihte sich neben nicht minder blutigen Schlachten wie der Wilderness und der folgenden Schlacht von Cold Harbor ein.
Auch wenn Spotsylvania die erste Schlacht des amerikanischen Bürgerkrieges war, in der die gesamte Front aus ausgebauten Grabensystemen und Brustwehren bestand, so verschleierten hier viele zufällige Begebenheiten (dichter Nebel, Überraschungsmoment, unbrauchbare Munition, Abwesenheit der Artillerie) die Tatsache, dass bei dieser neuen Art der Kriegsführung massierte Infanteriesturmangriffe auf befestigte und durchdachte Verteidigungsstellungen reiner Selbstmord waren. Dies sollte erst später bei der Schlacht von Cold Harbor offenbar werden. Bei der neunmonatigen Belagerung von Petersburg schließlich wurde der schreckliche Grabenkrieg des Ersten Weltkrieges vorweggenommen.

### Liste der bei Spotsylvania gefallenen Generale
Potomac-Armee:
- Generalmajor John Sedgwick (VI. Korps; † 9. Mai 1864)
- Brigadegeneral Thomas Greely Stevenson (1. Division /IX. Korps; † 10. Mai 1864)
- Brigadegeneral James Clay Rice (2. Brigade/4. Division/V. Korps; † 10. Mai 1864)

Nord-Virginia-Armee:
- Brigadegeneral Abner Monroe Perrin (1. Brigade/1. Division/ III. Korps; † 12. Mai 1864)
- Brigadegeneral Junius Daniel (1. Brigade/3. Division/II. Korps; † 13. Mai 1864)